# Guirane N'Daw
Guirane N'Daw (Rufisque, 24 de abril, 1984) é um ex-futebolista senegalês que atuava como volante.

## Carreira
N'Daw representou o elenco da Seleção Senegalesa de Futebol no Campeonato Africano das Nações de 2012.

## Títulos
Sochaux
- Copa da França: 2007